# Martha Needle
Martha Needle, rođena kao Martha Charles ( 9.4.1863. – 22.10.1894. ) bila je australska peterostruka serijska ubojica. Ubila je svog muža, svoje troje malodobne djece i brata od svog novog zaručnika, svog budućeg šogora. Glavni motiv njezinih ubojstava je bio novac. Sve svoje žrtve je ubila otrovom koji bi im stavila u jelu tijekom serviranja obroka. Zbog svojih zloglasnih djela je dobila nadimak "Crna udovica iz Richmonda".

## Mladi život
Martha Charles se rodila 9. travnja 1863. godine u blizini gradića Morgana, koji je smješten na jugu Australije. Bila je odgajana u nasilnoj i u agresivnoj okolini. Zbog tih grozota iz djetinjstva Martha je bila mentalno nestabilna. No ionako je imala psihički poremečaj, Martha je bila jedna lijepa, mlada i privlačna žena koja je htjela samo sreću i radost. Htjela je osnovati i živjeti sa svojom vlastitom obitelji. Martha je kasnije otišla u veći grad Adelaide gdje je radila teške poslove za malu plaću. Tamo je u upoznala i svog budućeg muža Henryja Needla. S njime se oženila u dobi od 17. godina. Dvije godine kasnije, 1882., rodila im se kćerka Mabel, potom 1883. je rođena još jedna kćerka Elsy. Godine 1885. obitelj Needle se preselila u predgrađe Richmond, koje se nalazilo u blizini Melbournea. Uskoro nakon dolaska u novo predgrađe, rođena je i May, njihovo posljednje dijete.

## Ubojstva
Martha Needle je odabrala svoju prvu žrtvu koju je planirala ubiti. To je bila njezina prva kćerka Mable. U hranu ,kojoj bi joj davala za jesti, bi stavila veliku količinu otrova. Zbog toga je mala Mable imala velike grčeve u trbuhu i uzastopno je povraćala. Uzrok svih njenih bolova je bio otrov. Trogodišnja Mable je bila mrtva. Pokopana je u veljači 1885. Martha ju je ubila samo zato što će zbog njezine smrti dobiti novac od životnog osiguranja. Sveukupno joj je bilo isplaćeno 100 funti. Ta svota novca koju je dobila od osiguranja, bi u tadašnje vrijeme bilo bogatstvo. 
Njezin sljedeći žrtva je bio njezin muž Henry, kojeg je isto bila otrovala. Umro je 4. listopada 1889. Njegov motiv ubojstva je isti kao i Mabelin - imao je životno osiguranje. " Crna udovica " je dobila 200 funta nakon muževa ubojstva. Nesavjesna i monstruozna Martha je između 1890. i 1891. otrovala svoja dva posljednja djeteta, Elsy i May. Doktori su bili zbunjeni i nisu imali objašnjenja za sve te smrti koje su se nizale u obitelji Needle.
Prijatelji Henryja Needla, braća Louis i Otto Juncken, su živjeli kao podstanari na kratko vrijeme kod Marthe. U međuvremenu, Martha i Otto su imali ljubavnu vezu i objavili su zaruke. No Ottov brat, Louis i još jedan njihov brat Herman su se gorljivo protivili tom braku. " Crna udovica " se mislila riješiti Ottove braće. Jednog dana je Louisa pozvala na obrok. U hrani je stavila izuzetno manju količinu otrova, jer da je stavila više, Louis bi odmah bio mrtav i svi bi sumnjali na nju da ga je ubila. Louis je pojeo jelo. Sljedećih mjeseca se polagano razboljevao a sljedeće godine je bio mrtav. Sljedeći na redu za ubiti je bio Herman, brat od Otta, koji je sprječavao ostvarenje njihovog braka, kojeg Martha željno pričekuje. Herman je doputovao iz Adelaidea u Richmond, da prisustvuje na bratovom pogrebu. Nakon sprovoda je bio pojeo zatrovani obrok od kojeg je bio jedan dan bolestan. Sljedeći dan se oporavio i prisustvovao je na ručku kod Marthe i Otta. Najvjerojatnije je bio tamo samo zato što je želio Otta nagovoriti da prekine zaruke s Marthom i da se razdvoje. Martha je ponovno stavila otrov u njegov ručak. Nakon obroka je Hermanu pozlilo. Otišao je kod doktora. Uskoro su bili doznali da je otrovan arsenom. Doktor Boyd je bio već odavno sumnjao na Marthu Needle. Bio je mislio da je trovala članove svoje obitelji samo zbog funti iz osiguranja. Bio je obavjestio policiju. Policija je naglo ušla u Marthin i u njezinoj kuhinji su našli izvanredne količine arsena, otrova kojim je kroz godinama trovala članove obitelji.

## Uhićenje i suđenje
Doktorove sumnje su bile u potpunosti opravdane. Martha je ubojica Henryja Needla i svoje troje djece pa i Louisa Junckena. No nije ubijala i trovala ljude samo zbog novaca, nego zbog njezinih psihičkih problema. Čak kad je vidjela da je policija pronašla otrov, sva se iznenadila i potpuno je bila poludila pa je viknula: "Arsen !? Oni su pronašli arsen !?? . Bila je uhapšena i odmah poslana u pritvor. Na sudu je iz krajnje ludosti govorila da je nedužna i da se radi o nesporazumu. No to joj ništa nije koristilo. Tijela njezinog muža i djece su bila otkopana. Bilo je potvrđeno da su otrovani arsenom. Suđenje je trajalo tri dana. Svi dokazi su upućivali kako je ubijala samo da bi se domogla novaca. Gradski sud osudio ju je na smrt na vješala.

## Smaknuće
U listopadu 22. 1894. pred osam sati je Martha Needle bila odvedena iz svoje tamne ćelije. Odvedena je u glavno dvorište pred ulazom zatvora gdje je bilo postavljeno vješalo. Bili su okupljeni ljudi iz grada i iz Richmonda, da vide kako će nemilosrdna ubojica biti smaknuta. Dželat je upitao Marthu hoće li nešto nadodati za svoje posljednje riječi. Martha je samo izustila:  " Više nemam ništa za reći ", netom nakon toga je bila obješena.